# Ministère de la Science (Espagne)
Pour les articles homonymes, voir Ministère de la Science.
Le ministère de la Science, de l'Innovation et de l'Enseignement supérieur (en espagnol : Ministerio de Ciencia, Innovación y Universidades) est le département ministériel responsable de la recherche scientifique, du développement technologique et de l'enseignement supérieur en Espagne.
Le ministère est dirigé, depuis le 12 juillet 2021, par la socialiste Diana Morant.

## Missions

### Fonctions
Le ministère de la Science est responsable de la proposition et de l'exécution des politiques gouvernementales dans les domaines de la recherche scientifique, du développement technologique et de l'innovation dans tous les secteurs.

### Organisation
Le ministère de la Science, de l'Innovation et de l'Enseignement supérieur s'organise de la façon suivante :
- ministre de la Science et de l'Innovation et de l'Enseignement supérieur
  - secrétariat d'État à la Science, à l'Innovation et à l'Enseignement supérieur
    - secrétariat général de la Recherche
    - secrétariat général de l'Enseignement supérieur
    - secrétariat général de l'Innovation
    - direction générale de la Planification, de la Coordination et du Transfert de connaissances

  - sous-secrétariat de la Science et de l'Innovation et de l'Enseignement supérieur
    - secrétariat général technique

## Histoire
En 1979, deux ans après la création du ministère de l'Éducation et de la Science (Ministerio de Educación y Ciencia), Adolfo Suárez instaure le nouveau ministère de l'Enseignement supérieur et de la Recherche (Ministerio de Universidades y Investigación), supprimé deux ans plus tard par son successeur, Leopoldo Calvo-Sotelo, au profit du ministère de l'Éducation.
À la suite de sa réélection, en 2000, José María Aznar procède à une nouvelle réorganisation gouvernementale, au cours de laquelle il crée le ministère de la Science et de la Technologie (Ministerio de Ciencia y Tecnología), qui exerce également une partie des compétences de l'ancien ministère de l'Industrie. Ce ministère est finalement supprimé en 2004, avec l'arrivée au pouvoir de José Luis Rodríguez Zapatero, ses compétences revenant aux ministères de l'Éducation et de l'Industrie.
Toutefois, au début de son second mandat, en 2008, Zapatero réalise à son tour d'importants changements ministériels, créant alors le ministère de la Science et de l'Innovation (Ministerio de Ciencia e Innovación). En 2011, à la suite du retour au pouvoir du Parti populaire (PP), il est absorbé par le nouveau ministère de l'Économie.
Le ministère est recréé le 7 juin 2018 avec la formation du gouvernement de Pedro Sánchez et doté de la compétence en matière d'enseignement supérieur. Il est amputé de ses compétences concernant l'enseignement supérieur le 13 janvier 2020 avec la formation du gouvernement Sánchez II.
Avec la formation du troisième gouvernement Sánchez le 21 novembre 2023, le ministère retrouve sa compétence en matière d'enseignement supérieur consécutivement à la disparition du Ministère de l'Enseignement supérieur.

## Titulaires depuis 1977
| Nom                                                                                           | Nom                 | Dates du mandat | Dates du mandat | Parti | Gouvernement(s)   |
| --------------------------------------------------------------------------------------------- | ------------------- | --------------- | --------------- | ----- | ----------------- |
|                                                                                               | Luis González Seara | 06/04/1979      | 29/01/1981      | UCD   | Suárez III        |
|                                                                                               |                     |                 |                 |       |                   |
|                                                                                               | Anna Birulés        | 28/04/2000      | 10/07/2002      | Aucun | Aznar II          |
|                                                                                               | Josep Piqué         | 10/07/2002      | 04/09/2003      | PP    | Aznar II          |
|                                                                                               | Juan Costa          | 04/09/2003      | 14/03/2004      | PP    | Aznar II          |
|                                                                                               |                     |                 |                 |       |                   |
|                                                                                               | Cristina Garmendia  | 14/04/2008      | 22/12/2011      | Aucun | Zapatero II       |
|                                                                                               |                     |                 |                 |       |                   |
|                                                                                               | Pedro Duque         | 07/06/2018      | 12/07/2021      | Aucun | Sánchez I et II   |
|                                                                                               | Diana Morant        | 12/07/2021      | En fonction     | PSOE  | Sánchez II et III |
| Titres successifs : - 2018-2020 ; depuis 2023 : Science, Innovation et Enseignement supérieur |                     |                 |                 |       |                   |

## Identité visuelle (logotype)

Logo du ministère de la Science, de l'Innovation et de l'Enseignement supérieur entre 2018 et 2020.
Logo du ministère de la Science et de l'Innovation depuis 2020.